# 蔣銀牆
蔣銀牆，又名蔣文牆；生於民國二年（西元1914年）卒於民國六十六年（西元1977年），是台灣著名的頭手石雕匠師，是福建省泉州市惠安縣崇武鎮的峰前村蔣氏石匠後代，石雕技術超群過人，在台灣參與過諸多廟宇的興建，著名的寺廟如下：
- 三峽長福巖：正殿前「百鳥朝梅」石柱[2]、石堵石雕、門口招牌雙開口石獅的粗胚，皆出自頭手蔣銀牆[3]，石獅成形的晟手工做，交由同家族晚輩石雕匠師張清玉細雕成型[4][5]。
- 嘉義城隍廟：三川殿兩側廊牆的石雕，「點龍睛」、「治虎喉」是廟中最為精緻的兩件作品，蔣銀牆是眾石匠當中的頭手石匠[6]。
- 艋舺龍山寺：1953年與張木成、蔣文浦、張俊義等石匠共同參與重修工作[7][8]，當中最為著名的是「中殿走馬廊石雕窗」，為是張木成、蔣銀牆兩位石雕匠師對場作的作品[9]，正殿栩栩如生、活靈活現的雙龍盤柱，也出自蔣銀牆之手[10]。